# طفل غير شرعي (فلم 2011)
طفل غير شرعي أو الابنة الحقيقية (بالإسبانية: La hija natural) هو فيلم دراما دومينيكاني صدر عام 2011 من إخراج وتأليف وإنتاج ليتيسيا تونوس، وبطولة جوليتا رودريغيز. تم اختيار الفيلم كمدخل لجمهورية الدومينيكان لجائزة أفضل فيلم بلغة أجنبية في حفل توزيع جوائز الأوسكار الرابع والثمانون، لكن لم يتم ترشيحه.

## ملخص القصة
يحكي الفيلم عن «ماريا» التي تبلغ من العمر 18 عاماً، هي ابنة أم عزباء. تقرر «ماريا» بعد وفاة والدتها في حادث مأساوي، البحث عن والدها الذي لم تقابله في حياتها. وأخيراُ تجد والدها في بلدة مجاورة يعيش فيما يبدو أنه منزل ريفي قديم مسكون في وسط مزرعة موز مهملة. في خضم خصوصيات وخرافات الريف الدومينيكاني، سيتعين على الأب وابنته مواجهة أشباح الماضي التي تطاردهما.

## طاقم التمثيل
| - جوليتا رودريغيز بدور ماريا - فيكتور تشيكو بدور خواكين | - أندريس راموس بدور جستنيانو - غاستنر ليجيرم بدور بولو مونتيفا | - ديونيس روفينو بدور ميليدو - كالينت زيز بدور خوانا | - فرانك بيروزو بدور روبي - هيكتور سييرا بدور بابيتو |

## الجوائز
| قائمة الجوائز والترشيحات                         | قائمة الجوائز والترشيحات | قائمة الجوائز والترشيحات        | قائمة الجوائز والترشيحات | قائمة الجوائز والترشيحات | قائمة الجوائز والترشيحات |
| الجائزة                                          | تاريخ الحفل              | الفئة                           | المترشح                  | النتيحة                  | مراجع                    |
| ------------------------------------------------ | ------------------------ | ------------------------------- | ------------------------ | ------------------------ | ------------------------ |
| مهرجان شيكاجو اللاتيني السينمائي السابع والعشرين | 1 أبريل 2011             | جائزة اختيار الجمهور            | طفل غير شرعي             | فوز                      | [ 5 ] [ 6 ]              |
| مهرجان كوستا ريكا السينمائي الدولي الخامس        | 11 نوفمبر 2011           | جائزة المهرجان لأفضل فيلم عالمي | طفل غير شرعي             | فوز                      | [ 6 ] [ 7 ]              |
| مهرجان بليز السينمائي الدولي السابع              | 13 يوليو 2012            | جائزة القوقعة لأفضل فيلم        | طفل غير شرعي             | فوز                      | [ 6 ] [ 8 ]              |

## روابط خارجية
- مقالات تستعمل روابط فنية بلا صلة مع ويكي بيانات